# Tour d'Antalya 2020
El Tour d'Antalya 2020 fou la tercera edició del Tour d'Antalya. La cursa es desenvolupà entre 20 i el 23 de febrer de 2020 amb un recorregut de 552,9 km dividts en quatre etapes. La cursa formava part del calendari UCI Europa Tour 2020 amb una categoria 2.1. El vencedor fou el britànic Max Stedman (Canyon DHB-Soreen), que fou acompanyat al podi per Kenneth Van Rooy (Sport Vlaanderen-Baloise) i Alessandro Fancellu (Kometa-Xstra Cycling Team), segon i tercer respecitvament.

## Equyips participants
L'organització va decidir convidar a 29 equips, un UCI WorldTeam, cinc UCI ProTeams, vint-i-un equips continentals i dues seleccions nacionals:
| WorldTeam- Israel Start-Up Nation ProTeams (5)- Alpecin-Fenix - Sport Vlaanderen-Baloise - Bingoal-Wallonie Bruxelles - Bardiani CSF Faizanè - Vini Zabù-KTM Equips continentals (21)- Bike Aid - Felbermayr Simplon Wels - Tirol KTM Cycling Team - Bahrain Cycling Academy - Minsk Cycling Club - Tarteletto-Isorex - BHS-PL Beton Bornholm - Sidi Ali Pro Cycling Team - À Bloc CT - Canyon DHB p/b Bloor Homes - Kometa-Xstra - Akros-Excelsior-Thömus - Cambodia Cycling Academy - Vino-Astana Motors - Leopard - Sapura - Mazowsze Serce Polski - Giotti Victoria-Palomar - Adria Mobil - Spor Toto Cycling Team - Salcano Sakarya BB Team Equips nacionals (2)- Rússia - Ucraïna |
| |

## Etapes
| Etapa    | Data      | Ciutats d'etapa      | type                    | Distància (km) | Vencedor de l'etapa | Líder de la general |
| -------- | --------- | -------------------- | ----------------------- | -------------- | ------------------- | ------------------- |
| 1a etapa | 20 de feb | Antalya – Antalya    | etapa de mitja muntanya | 149,2          | Mihkel Räim         | Mihkel Räim         |
| 2a etapa | 21 de feb | Kemer – Antalya      | etapa accidentada       | 165,3          | Giovanni Lonardi    | Giovanni Lonardi    |
| 3a etapa | 22 de feb | Aspendos – Termessos | etapa de muntanya       | 101,6          | Riccardo Zoidl      | Max Stedman         |
| 4a etapa | 23 de feb | Side – Antalya       | etapa plana             | 136,8          | Tim Merlier         | Max Stedman         |

### Etapa 1
| \| Classificació de l'etapa \| Classificació de l'etapa \| Classificació de l'etapa \| Classificació de l'etapa \| Classificació de l'etapa \| \| Corredor \| Corredor \| Equip \| Temps \| \| \| ------------------------ \| ------------------------ \| -------------------------- \| ------------------------ \| ------------------------ \| \| 1r \| Mihkel Räim \| Israel Start-Up Nation \| 3h 22' 45" \| \| \| 2n \| Marko Kump \| Adria Mobil \| + 0" \| \| \| 3r \| Kenneth Van Rooy \| Sport Vlaanderen-Baloise \| + 0" \| \| \| 4t \| Lionel Taminiaux \| Bingoal-Wallonie Bruxelles \| + 0" \| \| \| 5è \| Filippo Fortin \| Felbermayr Simplon Wels \| + 0" \| \| \| 6è \| Michael Van Staeyen \| Tarteletto-Isorex \| + 0" \| \| \| 7è \| Alan Banaszek \| Mazowsze Serce Polski \| + 0" \| \| \| 8è \| Lucas Carstensen \| Bike Aid \| + 0" \| \| \| 9è \| Tobias Bayer \| Tirol KTM Cycling Team \| + 0" \| \| \| 10è \| Giovanni Lonardi \| Bardiani CSF Faizanè \| + 0" \| \| |                     |                            |            |
| |                     |                            |            |
| Font: ProCyclingStats |                     |                            |            |
| Classificació de l'etapa |                     |                            |            |
| Corredor | Corredor            | Equip                      | Temps      |
| 1r | Mihkel Räim         | Israel Start-Up Nation     | 3h 22' 45" |
| 2n | Marko Kump          | Adria Mobil                | + 0"       |
| 3r | Kenneth Van Rooy    | Sport Vlaanderen-Baloise   | + 0"       |
| 4t | Lionel Taminiaux    | Bingoal-Wallonie Bruxelles | + 0"       |
| 5è | Filippo Fortin      | Felbermayr Simplon Wels    | + 0"       |
| 6è | Michael Van Staeyen | Tarteletto-Isorex          | + 0"       |
| 7è | Alan Banaszek       | Mazowsze Serce Polski      | + 0"       |
| 8è | Lucas Carstensen    | Bike Aid                   | + 0"       |
| 9è | Tobias Bayer        | Tirol KTM Cycling Team     | + 0"       |
| 10è | Giovanni Lonardi    | Bardiani CSF Faizanè       | + 0"       |

| \| Classificació general \| Classificació general \| Classificació general \| Classificació general \| Classificació general \| \| Corredor \| Corredor \| Equip \| Temps \| \| \| --------------------- \| --------------------- \| -------------------------- \| --------------------- \| --------------------- \| \| 1r \| Mihkel Räim \| Israel Start-Up Nation \| 3h 22' 35" \| \| \| 2n \| Marko Kump \| Adria Mobil \| + 4" \| \| \| 3r \| Kenneth Van Rooy \| Sport Vlaanderen-Baloise \| + 6" \| \| \| 4t \| Vitali Buts \| Shenzhen Xidesheng \| + 7" \| \| \| 5è \| Aden Paterson \| À Bloc CT \| + 8" \| \| \| 6è \| Lionel Taminiaux \| Bingoal-Wallonie Bruxelles \| + 9" \| \| \| 7è \| Filippo Fortin \| Felbermayr Simplon Wels \| + 10" \| \| \| 8è \| Michael Van Staeyen \| Tarteletto-Isorex \| + 10" \| \| \| 9è \| Alan Banaszek \| Mazowsze Serce Polski \| + 10" \| \| \| 10è \| Lucas Carstensen \| Bike Aid \| + 10" \| \| |                     |                            |            |
| |                     |                            |            |
| Font: ProCyclingStats |                     |                            |            |
| Classificació general |                     |                            |            |
| Corredor | Corredor            | Equip                      | Temps      |
| 1r | Mihkel Räim         | Israel Start-Up Nation     | 3h 22' 35" |
| 2n | Marko Kump          | Adria Mobil                | + 4"       |
| 3r | Kenneth Van Rooy    | Sport Vlaanderen-Baloise   | + 6"       |
| 4t | Vitali Buts         | Shenzhen Xidesheng         | + 7"       |
| 5è | Aden Paterson       | À Bloc CT                  | + 8"       |
| 6è | Lionel Taminiaux    | Bingoal-Wallonie Bruxelles | + 9"       |
| 7è | Filippo Fortin      | Felbermayr Simplon Wels    | + 10"      |
| 8è | Michael Van Staeyen | Tarteletto-Isorex          | + 10"      |
| 9è | Alan Banaszek       | Mazowsze Serce Polski      | + 10"      |
| 10è | Lucas Carstensen    | Bike Aid                   | + 10"      |

### Etapa 2
| \| Classificació de l'etapa \| Classificació de l'etapa \| Classificació de l'etapa \| Classificació de l'etapa \| Classificació de l'etapa \| \| Corredor \| Corredor \| Equip \| Temps \| \| \| ------------------------ \| ------------------------ \| ------------------------ \| ------------------------ \| ------------------------ \| \| 1r \| Giovanni Lonardi \| Bardiani CSF Faizanè \| 4h 16' 58" \| \| \| 2n \| Gianni Vermeersch \| Alpecin-Fenix \| + 0" \| \| \| 3r \| Kenneth Van Rooy \| Sport Vlaanderen-Baloise \| + 0" \| \| \| 4t \| Federico Zurlo \| Giotti Victoria \| + 0" \| \| \| 5è \| Rory Townsend \| Canyon DHB p/b Soreen \| + 0" \| \| \| 6è \| Emanuele Onesti \| Giotti Victoria \| + 0" \| \| \| 7è \| Roman Maikin \| Cambodia Cycling Academy \| + 0" \| \| \| 8è \| Mads Rahbek \| BHS-PL Beton Bornholm \| + 0" \| \| \| 9è \| Luca Wackermann \| Vini Zabù-KTM \| + 0" \| \| \| 10è \| Alexander Krieger \| Alpecin-Fenix \| + 0" \| \| |                   |                          |            |
| |                   |                          |            |
| Font: ProCyclingStats |                   |                          |            |
| Classificació de l'etapa |                   |                          |            |
| Corredor | Corredor          | Equip                    | Temps      |
| 1r | Giovanni Lonardi  | Bardiani CSF Faizanè     | 4h 16' 58" |
| 2n | Gianni Vermeersch | Alpecin-Fenix            | + 0"       |
| 3r | Kenneth Van Rooy  | Sport Vlaanderen-Baloise | + 0"       |
| 4t | Federico Zurlo    | Giotti Victoria          | + 0"       |
| 5è | Rory Townsend     | Canyon DHB p/b Soreen    | + 0"       |
| 6è | Emanuele Onesti   | Giotti Victoria          | + 0"       |
| 7è | Roman Maikin      | Cambodia Cycling Academy | + 0"       |
| 8è | Mads Rahbek       | BHS-PL Beton Bornholm    | + 0"       |
| 9è | Luca Wackermann   | Vini Zabù-KTM            | + 0"       |
| 10è | Alexander Krieger | Alpecin-Fenix            | + 0"       |

| \| Classificació general \| Classificació general \| Classificació general \| Classificació general \| Classificació general \| \| Corredor \| Corredor \| Equip \| Temps \| \| \| --------------------- \| --------------------- \| ------------------------ \| --------------------- \| --------------------- \| \| 1r \| Giovanni Lonardi \| Bardiani CSF Faizanè \| 7h 39' 33" \| \| \| 2n \| Kenneth Van Rooy \| Sport Vlaanderen-Baloise \| + 2" \| \| \| 3r \| Gianni Vermeersch \| Alpecin-Fenix \| + 4" \| \| \| 4t \| David Per \| Adria Mobil \| + 7" \| \| \| 5è \| Patrick Haller \| Leopard Pro Cycling \| + 8" \| \| \| 6è \| Luca Wackermann \| Vini Zabù-KTM \| + 10" \| \| \| 7è \| Rory Townsend \| Canyon DHB p/b Soreen \| + 10" \| \| \| 8è \| Mads Rahbek \| BHS-PL Beton Bornholm \| + 10" \| \| \| 9è \| Jan Maas \| Leopard Pro Cycling \| + 10" \| \| \| 10è \| Roman Maikin \| Cambodia Cycling Academy \| + 10" \| \| |                   |                          |            |
| |                   |                          |            |
| Font: ProCyclingStats |                   |                          |            |
| Classificació general |                   |                          |            |
| Corredor | Corredor          | Equip                    | Temps      |
| 1r | Giovanni Lonardi  | Bardiani CSF Faizanè     | 7h 39' 33" |
| 2n | Kenneth Van Rooy  | Sport Vlaanderen-Baloise | + 2"       |
| 3r | Gianni Vermeersch | Alpecin-Fenix            | + 4"       |
| 4t | David Per         | Adria Mobil              | + 7"       |
| 5è | Patrick Haller    | Leopard Pro Cycling      | + 8"       |
| 6è | Luca Wackermann   | Vini Zabù-KTM            | + 10"      |
| 7è | Rory Townsend     | Canyon DHB p/b Soreen    | + 10"      |
| 8è | Mads Rahbek       | BHS-PL Beton Bornholm    | + 10"      |
| 9è | Jan Maas          | Leopard Pro Cycling      | + 10"      |
| 10è | Roman Maikin      | Cambodia Cycling Academy | + 10"      |

### Etapa 3
| \| Classificació de l'etapa \| Classificació de l'etapa \| Classificació de l'etapa \| Classificació de l'etapa \| Classificació de l'etapa \| \| Corredor \| Corredor \| Equip \| Temps \| \| \| ------------------------ \| ------------------------ \| ------------------------ \| ------------------------ \| ------------------------ \| \| 1r \| Riccardo Zoidl \| Felbermayr Simplon Wels \| 2h 29' 49" \| \| \| 2n \| Matteo Badilatti \| Israel Start-Up Nation \| + 2" \| \| \| 3r \| Max Stedman \| Canyon DHB p/b Soreen \| + 2" \| \| \| 4t \| Alessandro Fancellu \| Kometa-Xstra \| + 2" \| \| \| 5è \| Ben Tulett \| Alpecin-Fenix \| + 6" \| \| \| 6è \| Lorenzo Rota \| Vini Zabù-KTM \| + 8" \| \| \| 7è \| Samy Aurignac \| Cambodia Cycling Academy \| + 8" \| \| \| 8è \| Edoardo Zardini \| Vini Zabù-KTM \| + 8" \| \| \| 9è \| Miguel Heidemann \| Leopard Pro Cycling \| + 8" \| \| \| 10è \| Gabriel Reguero \| Bahrain Cycling Academy \| + 8" \| \| |                     |                          |            |
| |                     |                          |            |
| Font: ProCyclingStats |                     |                          |            |
| Classificació de l'etapa |                     |                          |            |
| Corredor | Corredor            | Equip                    | Temps      |
| 1r | Riccardo Zoidl      | Felbermayr Simplon Wels  | 2h 29' 49" |
| 2n | Matteo Badilatti    | Israel Start-Up Nation   | + 2"       |
| 3r | Max Stedman         | Canyon DHB p/b Soreen    | + 2"       |
| 4t | Alessandro Fancellu | Kometa-Xstra             | + 2"       |
| 5è | Ben Tulett          | Alpecin-Fenix            | + 6"       |
| 6è | Lorenzo Rota        | Vini Zabù-KTM            | + 8"       |
| 7è | Samy Aurignac       | Cambodia Cycling Academy | + 8"       |
| 8è | Edoardo Zardini     | Vini Zabù-KTM            | + 8"       |
| 9è | Miguel Heidemann    | Leopard Pro Cycling      | + 8"       |
| 10è | Gabriel Reguero     | Bahrain Cycling Academy  | + 8"       |

| \| Classificació general \| Classificació general \| Classificació general \| Classificació general \| Classificació general \| \| Corredor \| Corredor \| Equip \| Temps \| \| \| --------------------- \| --------------------- \| ------------------------ \| --------------------- \| --------------------- \| \| 1r \| Max Stedman \| Canyon DHB p/b Soreen \| 10h 09' 30" \| \| \| 2n \| Kenneth Van Rooy \| Sport Vlaanderen-Baloise \| + 2" \| \| \| 3r \| Alessandro Fancellu \| Kometa-Xstra \| + 4" \| \| \| 4t \| Gianni Vermeersch \| Alpecin-Fenix \| + 4" \| \| \| 5è \| Ben Tulett \| Alpecin-Fenix \| + 8" \| \| \| 6è \| Mads Rahbek \| BHS-PL Beton Bornholm \| + 10" \| \| \| 7è \| Gabriel Reguero \| Bahrain Cycling Academy \| + 10" \| \| \| 8è \| Federico Zurlo \| Giotti Victoria \| + 10" \| \| \| 9è \| Erik Bergstrom Frisk \| Bike Aid \| + 10" \| \| \| 10è \| Edoardo Zardini \| Vini Zabù-KTM \| + 10" \| \| |                      |                          |             |
| |                      |                          |             |
| Font: ProCyclingStats |                      |                          |             |
| Classificació general |                      |                          |             |
| Corredor | Corredor             | Equip                    | Temps       |
| 1r | Max Stedman          | Canyon DHB p/b Soreen    | 10h 09' 30" |
| 2n | Kenneth Van Rooy     | Sport Vlaanderen-Baloise | + 2"        |
| 3r | Alessandro Fancellu  | Kometa-Xstra             | + 4"        |
| 4t | Gianni Vermeersch    | Alpecin-Fenix            | + 4"        |
| 5è | Ben Tulett           | Alpecin-Fenix            | + 8"        |
| 6è | Mads Rahbek          | BHS-PL Beton Bornholm    | + 10"       |
| 7è | Gabriel Reguero      | Bahrain Cycling Academy  | + 10"       |
| 8è | Federico Zurlo       | Giotti Victoria          | + 10"       |
| 9è | Erik Bergstrom Frisk | Bike Aid                 | + 10"       |
| 10è | Edoardo Zardini      | Vini Zabù-KTM            | + 10"       |

### Etapa 4
| \| Classificació de l'etapa \| Classificació de l'etapa \| Classificació de l'etapa \| Classificació de l'etapa \| Classificació de l'etapa \| \| Corredor \| Corredor \| Equip \| Temps \| \| \| ------------------------ \| ------------------------ \| ------------------------ \| ------------------------ \| ------------------------ \| \| 1r \| Tim Merlier \| Alpecin-Fenix \| 2h 57' 31" \| \| \| 2n \| Filippo Fortin \| Felbermayr Simplon Wels \| + 0" \| \| \| 3r \| Lucas Carstensen \| Bike Aid \| + 0" \| \| \| 4t \| Gianni Vermeersch \| Alpecin-Fenix \| + 0" \| \| \| 5è \| Andrea Guardini \| Giotti Victoria \| + 0" \| \| \| 6è \| Giovanni Lonardi \| Bardiani CSF Faizanè \| + 0" \| \| \| 7è \| Itamar Einhorn \| Israel Start-Up Nation \| + 0" \| \| \| 8è \| Andrew Tennant \| Canyon DHB p/b Soreen \| + 0" \| \| \| 9è \| Aaron Grosser \| Bike Aid \| + 0" \| \| \| 10è \| André Luijk \| À Bloc CT \| + 0" \| \| |                   |                         |            |
| |                   |                         |            |
| Font: ProCyclingStats |                   |                         |            |
| Classificació de l'etapa |                   |                         |            |
| Corredor | Corredor          | Equip                   | Temps      |
| 1r | Tim Merlier       | Alpecin-Fenix           | 2h 57' 31" |
| 2n | Filippo Fortin    | Felbermayr Simplon Wels | + 0"       |
| 3r | Lucas Carstensen  | Bike Aid                | + 0"       |
| 4t | Gianni Vermeersch | Alpecin-Fenix           | + 0"       |
| 5è | Andrea Guardini   | Giotti Victoria         | + 0"       |
| 6è | Giovanni Lonardi  | Bardiani CSF Faizanè    | + 0"       |
| 7è | Itamar Einhorn    | Israel Start-Up Nation  | + 0"       |
| 8è | Andrew Tennant    | Canyon DHB p/b Soreen   | + 0"       |
| 9è | Aaron Grosser     | Bike Aid                | + 0"       |
| 10è | André Luijk       | À Bloc CT               | + 0"       |

## Classificacions

### Classificació general
| \| Classificació general \| Classificació general \| Classificació general \| Classificació general \| Classificació general \| \| Corredor \| Corredor \| Equip \| Temps \| \| \| --------------------- \| --------------------- \| ------------------------ \| --------------------- \| --------------------- \| \| 1r \| Max Stedman \| Canyon DHB p/b Soreen \| 13h 07' 01" \| \| \| 2n \| Kenneth Van Rooy \| Sport Vlaanderen-Baloise \| + 1" \| \| \| 3r \| Alessandro Fancellu \| Kometa-Xstra \| + 4" \| \| \| 4t \| Gianni Vermeersch \| Alpecin-Fenix \| + 4" \| \| \| 5è \| Ben Tulett \| Alpecin-Fenix \| + 8" \| \| \| 6è \| Mads Rahbek \| BHS-PL Beton Bornholm \| + 10" \| \| \| 7è \| Gabriel Reguero \| Bahrain Cycling Academy \| + 10" \| \| \| 8è \| Federico Zurlo \| Giotti Victoria \| + 10" \| \| \| 9è \| Erik Bergstrom Frisk \| Bike Aid \| + 10" \| \| \| 10è \| Edoardo Zardini \| Vini Zabù-KTM \| + 10" \| \| |                      |                          |             |
| |                      |                          |             |
| Font: ProCyclingStats |                      |                          |             |
| Classificació general |                      |                          |             |
| Corredor | Corredor             | Equip                    | Temps       |
| 1r | Max Stedman          | Canyon DHB p/b Soreen    | 13h 07' 01" |
| 2n | Kenneth Van Rooy     | Sport Vlaanderen-Baloise | + 1"        |
| 3r | Alessandro Fancellu  | Kometa-Xstra             | + 4"        |
| 4t | Gianni Vermeersch    | Alpecin-Fenix            | + 4"        |
| 5è | Ben Tulett           | Alpecin-Fenix            | + 8"        |
| 6è | Mads Rahbek          | BHS-PL Beton Bornholm    | + 10"       |
| 7è | Gabriel Reguero      | Bahrain Cycling Academy  | + 10"       |
| 8è | Federico Zurlo       | Giotti Victoria          | + 10"       |
| 9è | Erik Bergstrom Frisk | Bike Aid                 | + 10"       |
| 10è | Edoardo Zardini      | Vini Zabù-KTM            | + 10"       |

### Classificació per punts
| Classificació per punts | Classificació per punts | Classificació per punts  | Classificació per punts | Classificació per punts |
| Corredor                | Corredor                | Equip                    | Punts                   |                         |
| ----------------------- | ----------------------- | ------------------------ | ----------------------- | ----------------------- |
| 1r                      | Kenneth Van Rooy        | Sport Vlaanderen-Baloise | 7 pts                   |                         |
| 2n                      | Gianni Vermeersch       | Alpecin-Fenix            | 6 pts                   |                         |
| 3r                      | Riccardo Zoidl          | Felbermayr Simplon Wels  | 5 pts                   |                         |
| 4t                      | Giovanni Lonardi        | Bardiani CSF Faizanè     | 5 pts                   |                         |
| 5è                      | Tim Merlier             | Alpecin-Fenix            | 5 pts                   |                         |
| 6è                      | Mihkel Räim             | Israel Start-Up Nation   | 5 pts                   |                         |
| 7è                      | Filippo Fortin          | Felbermayr Simplon Wels  | 5 pts                   |                         |
| 8è                      | Matteo Badilatti        | Israel Start-Up Nation   | 4 pts                   |                         |
| 9è                      | Marko Kump              | Adria Mobil              | 4 pts                   |                         |
| 10è                     | Martin Toft Madsen      | BHS-PL Beton Bornholm    | 3 pts                   |                         |

| Classificació de la muntanya | Classificació de la muntanya | Classificació de la muntanya | Classificació de la muntanya | Classificació de la muntanya |
| Corredor                     | Corredor                     | Equip                        | Punts                        |                              |
| ---------------------------- | ---------------------------- | ---------------------------- | ---------------------------- | ---------------------------- |
| 1r                           | Riccardo Zoidl               | Felbermayr Simplon Wels      | 5 pts                        |                              |
| 2n                           | Matteo Badilatti             | Israel Start-Up Nation       | 4 pts                        |                              |
| 3r                           | Florian Kierner              | Felbermayr Simplon Wels      | 3 pts                        |                              |
| 4t                           | Max Stedman                  | Canyon DHB p/b Soreen        | 3 pts                        |                              |
| 5è                           | Vitali Buts                  | Shenzhen Xidesheng           | 2 pts                        |                              |
| 6è                           | Alessandro Fancellu          | Kometa-Xstra                 | 2 pts                        |                              |
| 7è                           | Jacob Relaes                 | Tarteletto-Isorex            | 2 pts                        |                              |
| 8è                           | Ben Tulett                   | Alpecin-Fenix                | 1 pt                         |                              |
| 9è                           | Patrick Haller               | Leopard Pro Cycling          | 1 pt                         |                              |
| 10è                          | Aden Paterson                | À Bloc CT                    | 1 pt                         |                              |

### Classificació per equips
| Classificació per equips | Classificació per equips | Classificació per equips | Classificació per equips |
| Equip                    | Equip                    | Temps                    |                          |
| ------------------------ | ------------------------ | ------------------------ | ------------------------ |
| 1r                       | Alpecin-Fenix            | 39h 21' 50"              |                          |
| 2n                       | Vini Zabù-KTM            | + 11"                    |                          |
| 3r                       | Leopard Pro Cycling      | + 31"                    |                          |
| 4t                       | Canyon DHB p/b Soreen    | + 1' 23"                 |                          |
| 5è                       | BHS-PL Beton Bornholm    | + 1' 27"                 |                          |
| 6è                       | Bardiani CSF Faizanè     | + 3' 46"                 |                          |
| 7è                       | Kometa-Xstra             | + 3' 52"                 |                          |
| 8è                       | Vino-Astana Motors       | + 6' 28"                 |                          |
| 9è                       | Giotti Victoria-Palomar  | + 7' 03"                 |                          |
| 10è                      | Adria Mobil              | + 11' 53"                |                          |